# جو باباليو
جو باباليو (بالإنجليزية: Joe Papaleo)‏ هو لاعب كرة قدم ومدرب كرة قدم أمريكي في مركز حراسة المرمى، ولد في 7 أكتوبر 1961 في سيراكيوز في الولايات المتحدة. لعب مع بيتسبرغ سبيريت ‏.